# 霍伊萊克
霍伊萊克（英語：Hoylake）是英國默西塞德郡的一個沿海城鎮，位於利物浦以西12公里。據2001年人口普查，霍伊萊克有人口5,710人。
当地以高尔夫球为著称。